# Шагина, Мария Артемьевна
Мария Артемьевна Шагина (19 сентября 1914, Залужье, Тверская губерния — не ранее 1970, Ленинград) — советский хозяйственный, государственный и политический деятель, Герой Социалистического Труда.

## Биография
Родилась в 1914 году в деревне Залужье (ныне — в Сандовском округе Тверской области).
С 1934 года — агроном машинно-тракторной станции в Кингисеппском районе Ленинградской области, в 1937—1939 годы — секретарь Кингисеппского райкома ВЛКСМ, в 1939—1942 — участковый инженер Котельской МТС. Член КПСС с 1940 года.
с 1942 года — секретарь, председатель Залужского сельского Совета Калининской области, секретарь районного исполкома, заведующая земельным отделом, управляющая межрайонной базой Госсортфонда.
Переехала в Ленинградскую область, работала главным агрономом сельхозотдела исполкома Парголовского районного Совета. С 1950 года — второй секретарь Парголовского райкома ВКП(б). В 1952 году заочно окончила Высшую партийную школу при ЦК ВКП(б).
С 1952 года — инструктор Ленинградского обкома КПСС. В 1953—1957 годы — председатель исполкома Всеволожского районного Совета депутатов трудящихся, в 1957—1962 — первый секретарь Всеволожского райкома КПСС Ленинградской области. Указом Президиума Верховного Совета СССР от 22 июня 1957 года присвоено звание Героя Социалистического Труда с вручением ордена Ленина и золотой медали «Серп и Молот» за выдающиеся успехи, достигнутые в деле производства продуктов животноводства, значительное увеличение их сдачи государству в 1956 году и широкое применение в практике своей работы достижений науки и передового опыта.
В 1962—1963 годы — заместитель заведующего сельскохозяйственным отделом Ленинградского обкома КПСС, с 1963 -ответработник в Ленинградском областном Совете профсоюзов.
Делегат XXI и XXII съездов КПСС.
с 1970 — персональный пенсионер союзного значения.
Умерла в Ленинграде после 1970 года.

## Награды
- Золотая медаль «Серп и Молот» (№ 7899) Героя Социалистического Труда и орден Ленина (22.6.1957).
- Орден «Знак Почёта» (30.4.1966).
- Медали.